# Michael Edward Arth

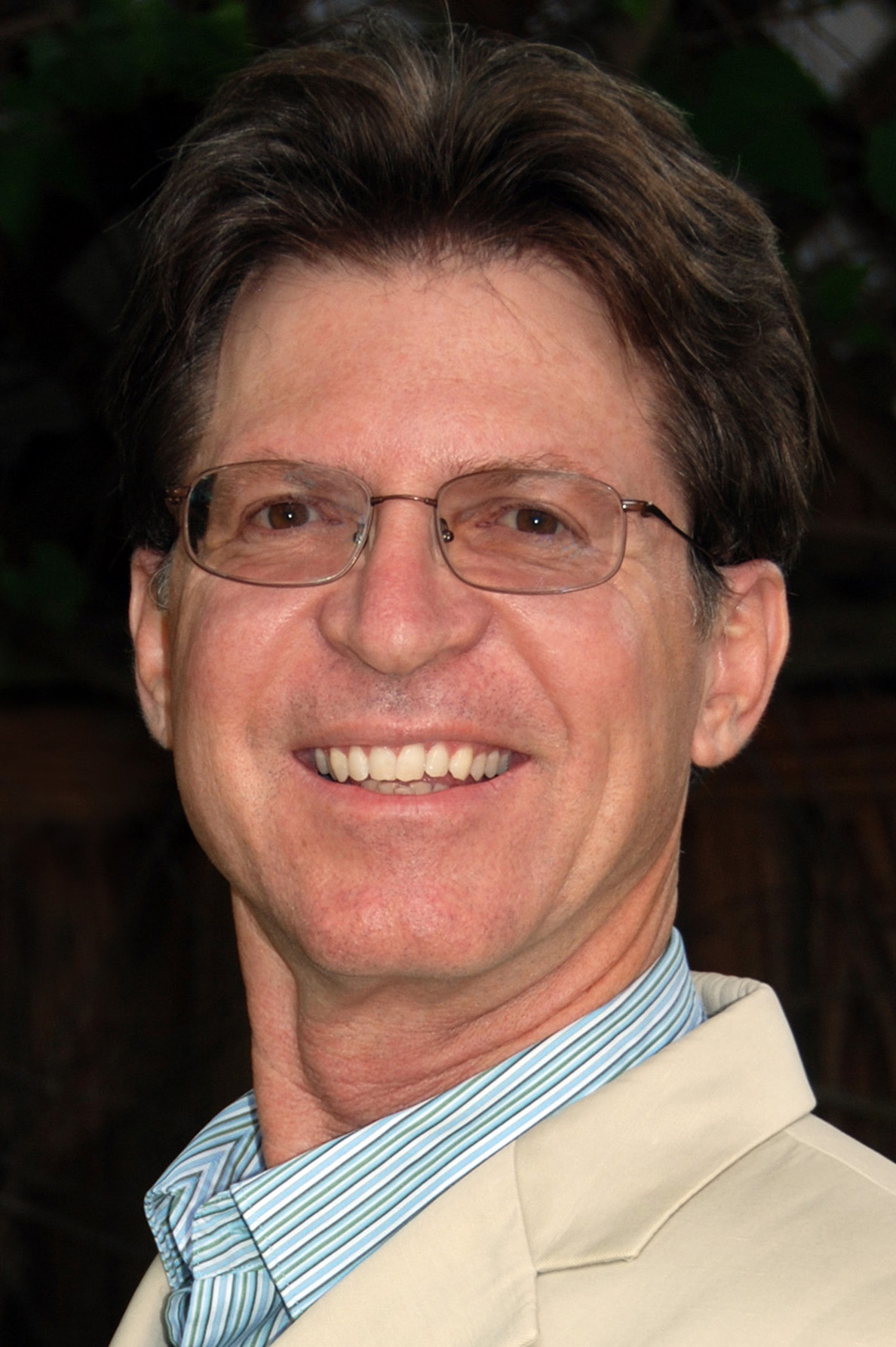
Michael E. Arth (2009)

Michael Edward Arth (auch: Michael E. Arth; * 27. April 1953 in Burtonwood, Lancashire, Vereinigtes Königreich) ist ein US-amerikanischer Künstler, Haus-, Landschafts- und Städteplaner, Futurologe und Autor.

## Kunst
Michael E. Arth hat mit einem breiten Spektrum von Medien gearbeitet; beginnend mit Rockkonzert-Postern in den frühen 1970er-Jahren über Kupferstich und Siebdruck bis zu Zeichnungen, Gemälden, Fotografie und Filmen. Ein großformatiges Buch seiner Werke, Michael E. Arth: Introspective 1972-1982, erschien 1983. Er verlagerte seinen Fokus 1986 auf architektonische Gestaltung, Haus- und Stadtplanung. 2007 produzierte er gemeinsam mit dem Filmemacher Blake Wiers seine erste abendfüllende Dokumentation.

## Bau- und Stadtplanung
In den Jahren 1986 bis 2000 entwarf, baute und gestaltete Arth landschaftlich eine Reihe von Privatbesitzen in Südkalifornien, vor allem "Casa de Lila," eine siebengeschossige, spanische Villa in der hügeligen Landschaft der Hollywood Hills.
1999 gründete Arth eine stark fußgänger- und umweltorientierte Version des New Urbanism, den sogenannten New Pedestrianism. Sein neuer Ansatz fordert sehr dicht gebaute neue Städte und Viertel, in denen vor den Wohnstätten und Geschäften Bäume gepflanzt und Fuß- und Fahrradwege angelegt werden und im hinteren Bereich mit Bäumen gesäumte Autostraßen vorgesehen sind. Allerdings ist die Idee der Fußgängerzone nicht grundsätzlich neu (Beispiele für rückwärtige Garagen mit vorderseitigen Gehsteigen an Stelle und als Ersatz der bisherigen Straßen gab es bereits 1910 in Venice, Kalifornien), aber sein leidenschaftliches Verfechten dieser Lösung als ein Allheilmittel für die gegenwärtigen Probleme zeichnet seine Arbeit aus.
Arth behauptet, dass Leben in einem sogenannten „Pedestrian Village“ (Fußgängerstadt), gekoppelt mit dichten Mischgebieten oder einer Dorfmitte, zahlreiche Probleme reduzieren würde, die das Stadtleben mit sich bringt. Eine solche Bebauung in der Nähe eines Stadtkerns oder Neubaugebiets reduziere Anfahrzeiten im Auto, erhöhe dadurch die körperliche Tätigkeit der Hausbesitzer und spare zudem Energie. Er behauptet, dass in neuen, dichter bebauten Städten und Siedlungen diese neue Form von Bebauung die Autoabhängigkeit drastisch verringern würde, und die daraus entstehenden dorfartigen Städte sowohl der Ästhetik dienen als auch Lebensqualität erhöhen würden. Er wirbt auch für die Schaffung ähnlicher fußgängerfreundlicher Einrichtungen, mit denen auch bereits existierende Städte nachgerüstet werden könnten. Arths Entwurf und Bauunternehmen, Pedestrian Villages Inc., entwickelt Projekte, die dem Prinzip des New Pedestrianism folgen.

## Der Garten-Distrikt
Im Jahr 2000 entdeckte Arth während der Arbeit an seiner Dokumentation The Labors of Hercules: Modern Solutions to 12 Herculean Problems ein kleines Elendsviertel in DeLand, Florida, in dem er einige seiner Ideen erproben konnte. Er erwarb dreißig baufällige Eigenheime und Geschäftshäuser, die er innerhalb von sechs Jahren restaurierte. Das Vertreiben der Drogenhändler und der Wiederaufbau dieses Innenstadtviertels verhalf ihm zur Unterstützung durch die Gemeinde und trug ihm mehrere Auszeichnungen ein. Er änderte den Namen "Crack Town" in "Downtown DeLand's Historic Garden District". Arth wertete die existierende Infrastruktur auf, indem er Bäume pflanzte sowie Gehwege, Gärten, Höfe und Einrichtungen für Fahrräder anlegte.
2004 entwarf er und sicherte sich die Planungsgenehmigung für ein großes Bauprojekt mit gemischter Nutzung im Garten-Distrikt, welches als Beispiel für die wesentlichen Grundsätze des New Pedestrianism dient. "Der Palmengarten" wird aus achtundzwanzig Geschäften, Restaurants und Gesundheitseinrichtungen bestehen, die einen tiefer liegenden tropischen Garten mit Schwimmanlagen und Wasserfällen überblicken – all dies an einer autofreien Promenade. Zweiundfünfzig Wohnungen sind über den Kleinläden geplant. Gegenüber werden die "Palmengarten-Hütten" aus zwölf Häusern entstehen, die an einer Fußgängerzone mit Garten und Gemeinschaftspoolhaus liegen. Gemäß den Prinzipien des New Pedestrianism sind die Garagen im hinteren Teil an einer Autostraße angeordnet, während die Häuser vorne eine mit Bäumen gesäumte, autofreie Fußgängerzone überschauen. Diese neuen Projekte stagnieren seit 2007 infolge der Verschlechterung der wirtschaftlichen Verhältnisse in Florida.

## Lösungen für Obdachlosigkeit
2007 schlug Arth eine umstrittene, nationale Lösung für Obdachlosigkeit vor, welche den Bau nahezu autofreier Pedestrian Villages (Fußgängerdörfer) vorsieht anstelle dessen, was er als "momentaner Flicken-Ansatz für das Problem" bezeichnet." Ein Prototyp, Tiger Bay Village, wurde für die Gegend in der Nähe von Daytona Beach, Florida, vorgeschlagen. Er behauptete, dass dies eine bessere Therapie für psychologische und psychiatrische Bedürfnisse von Obdachlosen sei, und weniger als die herkömmliche Vorgehensweise kosten würde. Arbeitsmöglichkeiten, einschließlich des Baus und des Unterhalts der Dörfer, sowie die Schaffung von Arbeitsämtern würden helfen, die Dörfer finanziell und sozial realisierbar zu machen.

## New Urban Cowboy
New Urban Cowboy, eine abendfüllende Dokumentation, wird 2008 anlaufen. Der Film zeichnet Arths Resozialisierung des DeLand's Garten-Distrikts auf und erklärt die Philosophie hinter New Pedestrianism.

## UNICE
UNICE (Universal Network of Intelligent Conscious Entities) ist eine Vision der Zukunft, die Arth seit 1969 entwickelt. Er entwickelte den Begriff UNICE in den 1990er-Jahren, um die bewusste Intelligenz (conscious intelligence), die er als "bald auf der Erde aufstrebende, bienenstockartige Interaktion von Computern, Menschen und dem Internet" theoretisiert, zu erklären. Arth glaubt, dass UNICE, sowohl in ihrer gesamtheitlichen als auch in ihren endlosen individuellen Formen, eine technologische Einzigartigkeit (Technological Singularity) starten wird, welche intelligentes, nicht-biologisches Leben hervorbringen könnte, welches die Erde umhüllen und sich dann ins Weltall ausweiten könnte. Arth arbeitet an einem Buch und einer Dokumentation über dieses Thema.